# 鳳邑城隍廟

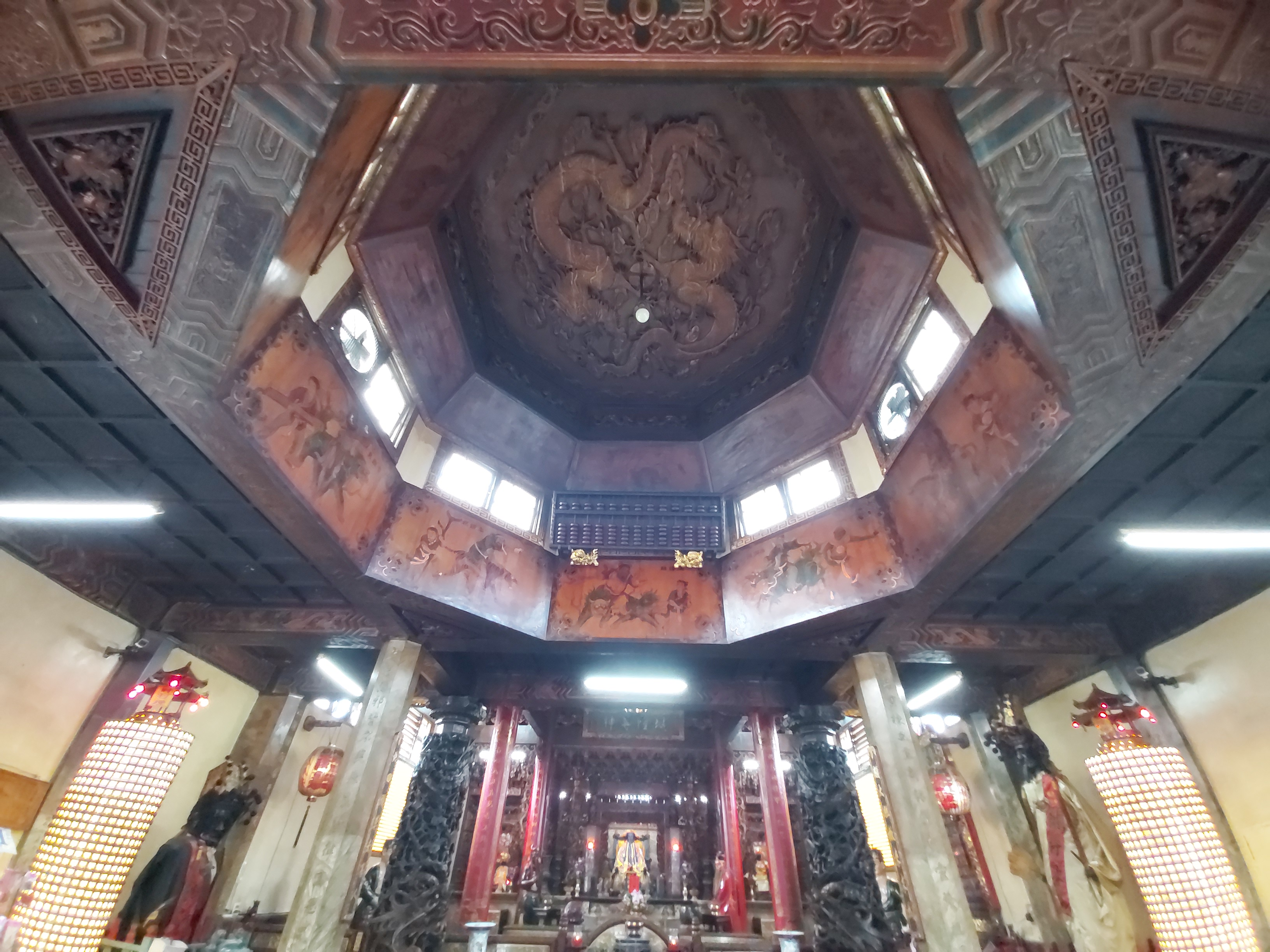
城隍廟內部

鳳邑城隍廟，又稱鳳山城隍廟、鳳山縣城隍廟，址於高雄市鳳山區鳳明街。主祀鳳山縣城隍顯佑伯，配祀文武判官、陰陽司、廿四司、范謝將軍等神祇；後殿祀奉東嶽大帝、十殿閻王，與鳳山雙慈亭、鳳山龍山寺、鳳山開漳聖王並稱，人稱「鳳山四大古廟」。

## 簡介

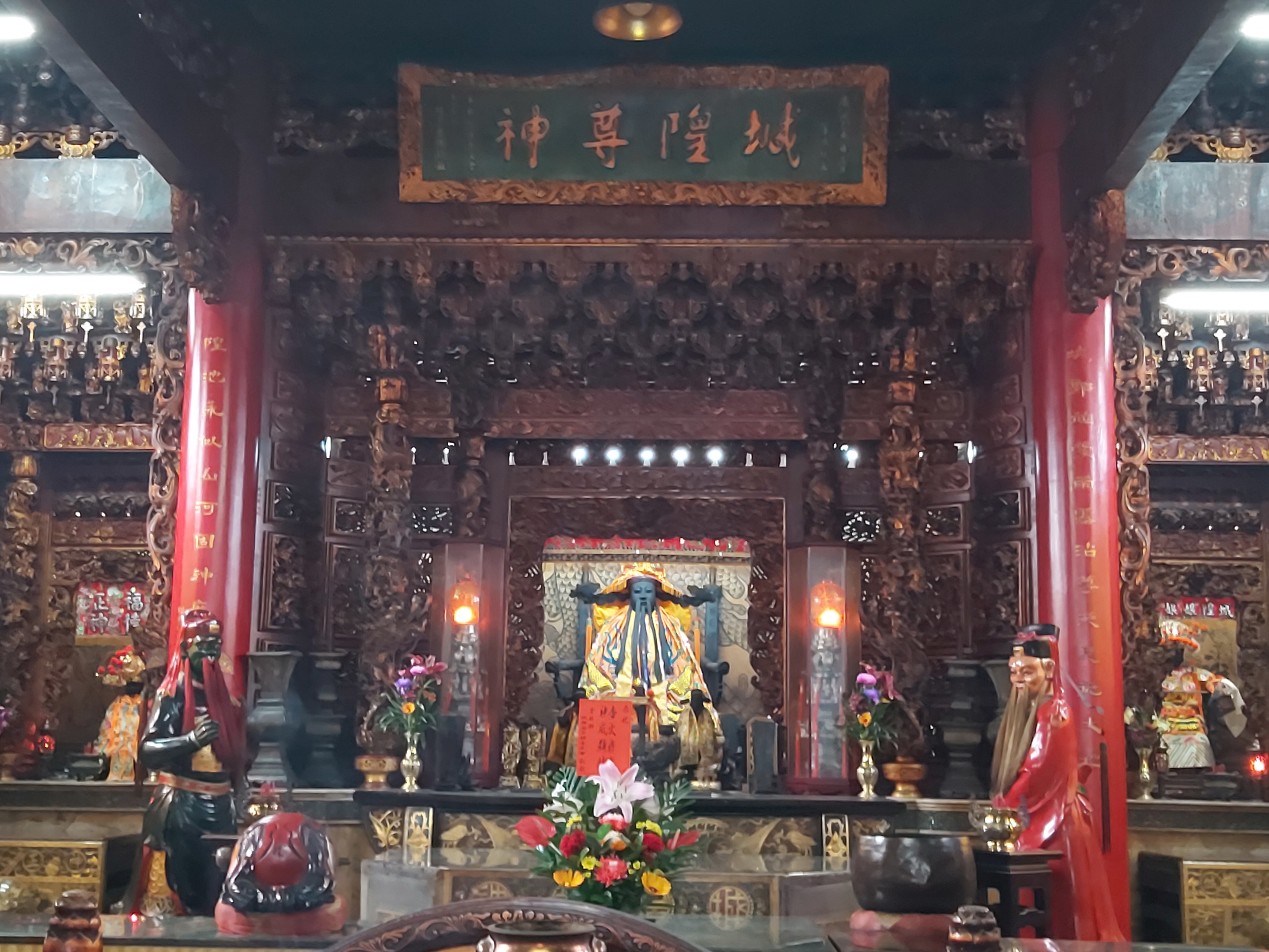
鳳邑城隍廟城隍尊神

鳳山縣治本在興隆庄（今高雄市左營區），有原鳳山縣城隍廟。清乾隆五十一年（1786年），林爽文興兵反清，興隆庄戰火所及，殘破不堪，鳳山縣縣治遷至鳳山縣新城（今高雄市鳳山區）。
嘉慶五年（1800年），知縣吳兆麟於新城鳳儀書院旁另建新廟，即本廟，並在廟內立一座「忠節流芳」石碑，以表彰林爽文事件時期殉難的縣令湯大奎、湯荀業父子與典史史謙。
舊的城隍廟因位於鳳山縣舊城，遂更名為舊城城隍廟。
咸豐五年（1855年），貢生吳春華倡修。咸豐九年（1859年）裝修，知縣馬慶釗捐獻銀錢，造戲臺，兩修均以勒石為記。
臺灣日治時期之初，鳳山城隍廟一度被總督府徵用，改作日本陸軍病院。明治四十一年（1908年）鳳山廳參事林靜觀等發起重修。1967年再修。
廟前的石獅子原為鳳山神社大鳥居旁的狛犬，據說是在民國36年（1947年）搬到廟前安置。

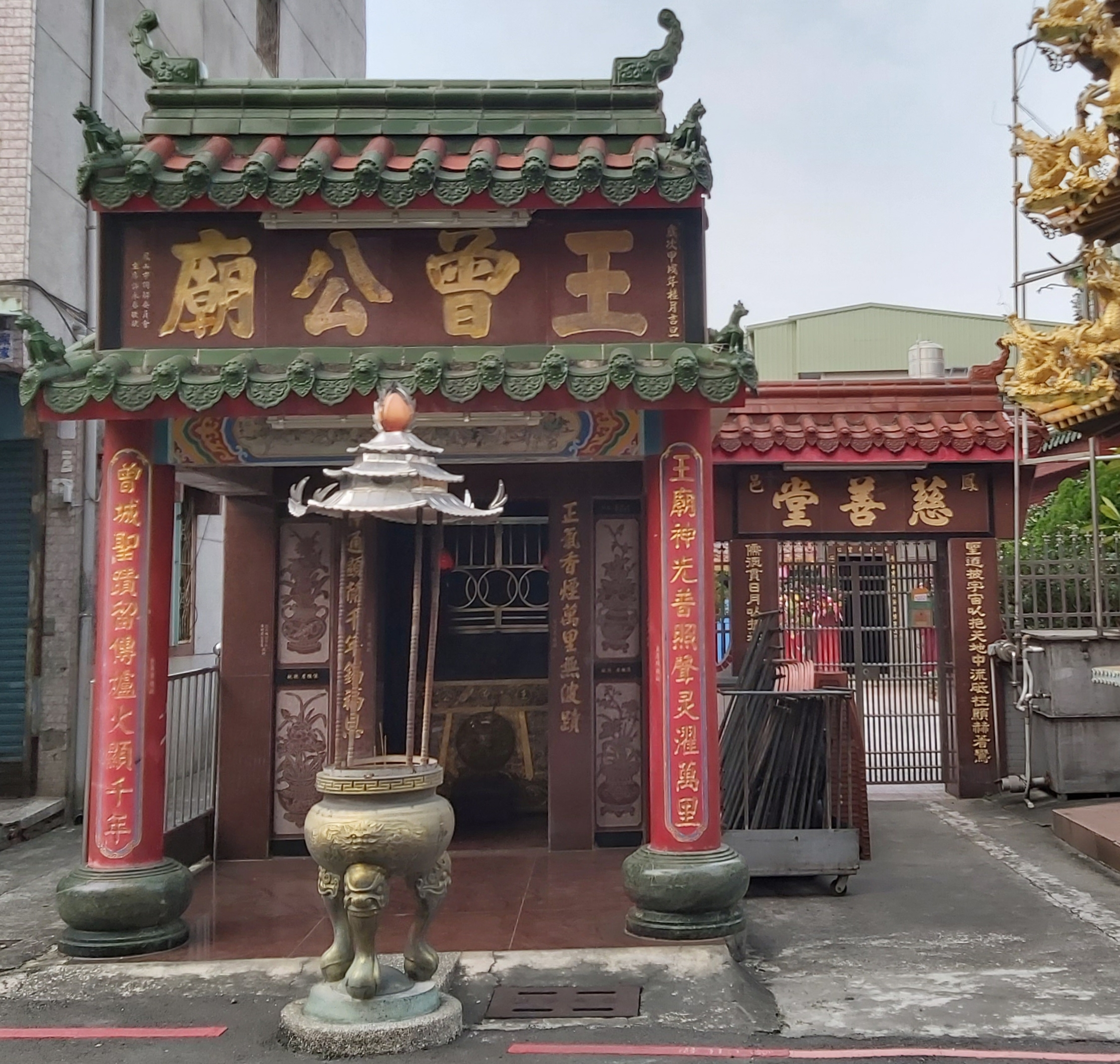
城隍廟旁的王曾公廟與鳳邑慈善堂
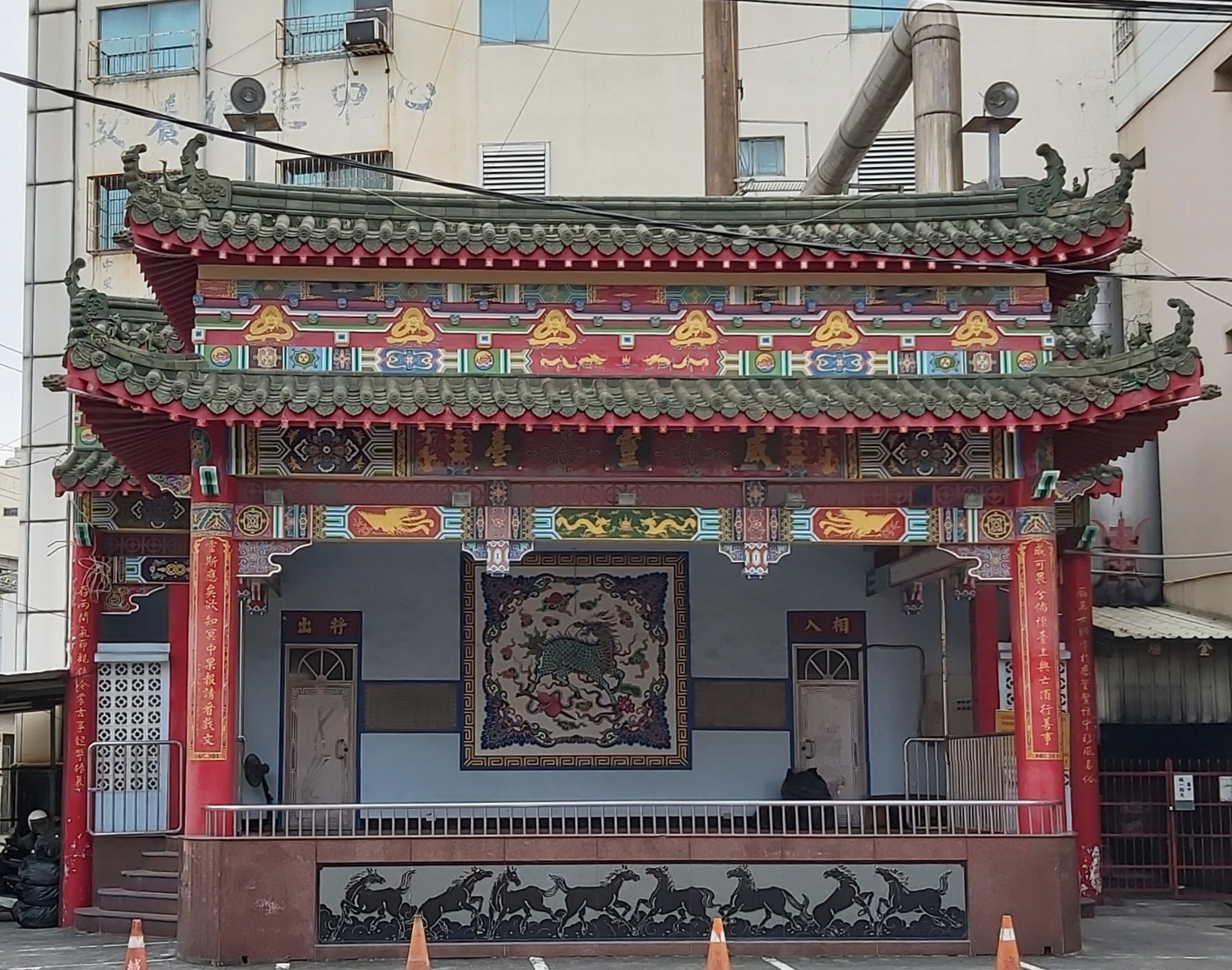
城隍廟戲台「威靈臺」
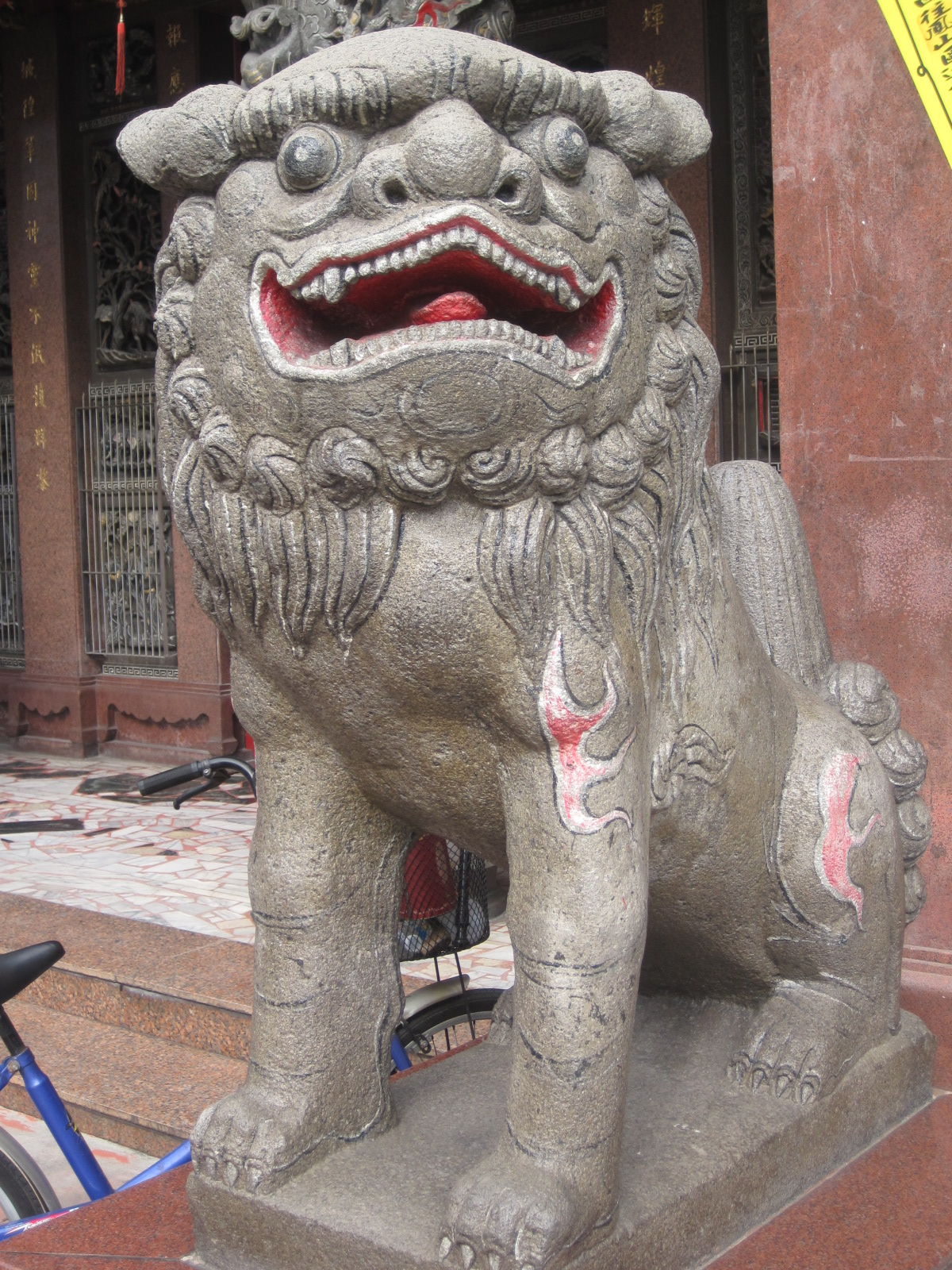
原鳳山神社狛犬

## 祀神

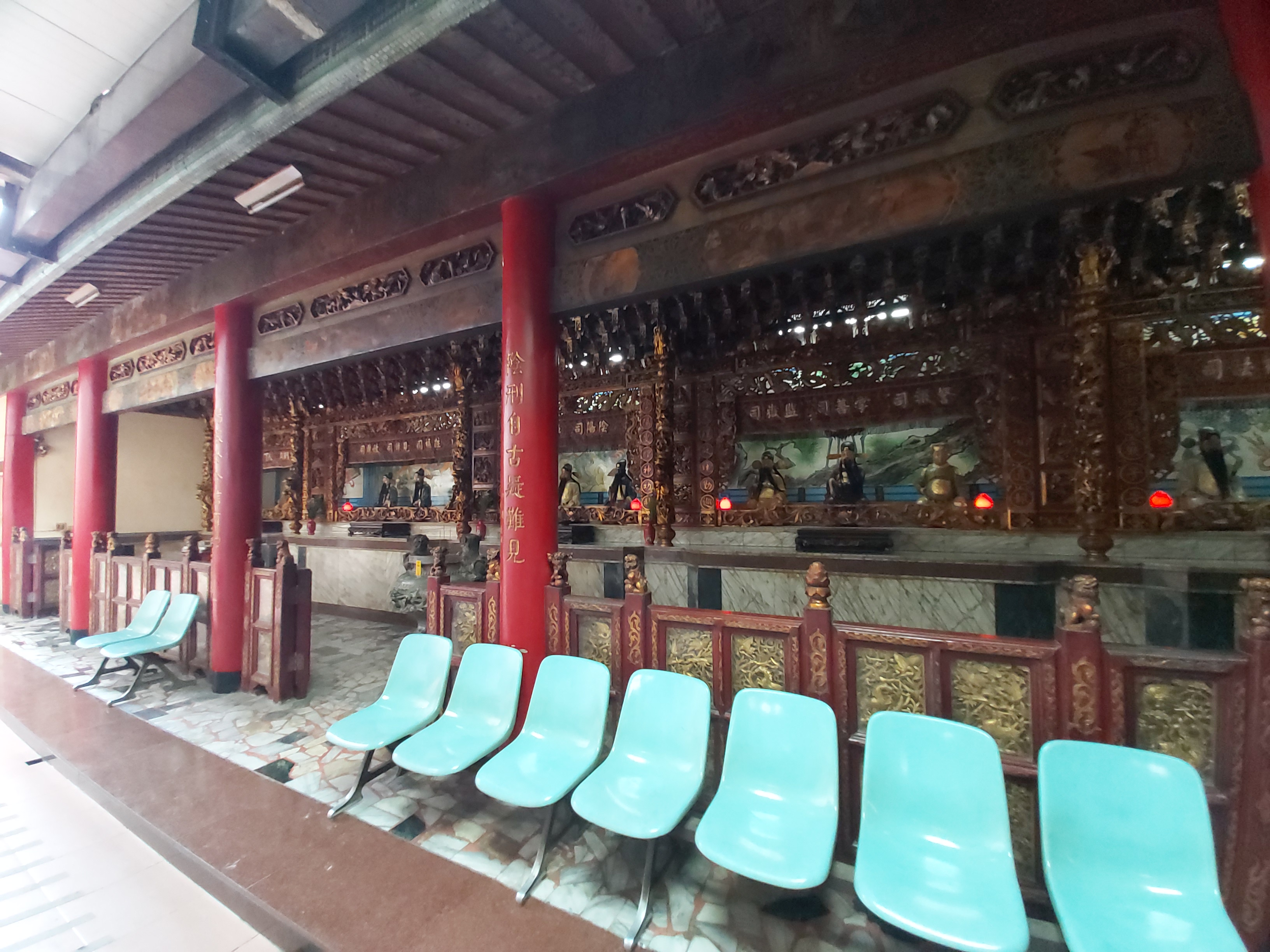
偏殿諸司

正殿：城隍尊神、城隍夫人、福德正神、七爺、八爺、虎爺、陰陽司、速報司。
兩側偏殿：廿四司、五福大帝、劉部靈公（即五福大帝中之宣靈公劉元達）、虎爺。
後殿：東嶽大帝、地藏王菩薩、境主公、註生娘娘、十殿閻羅、虎爺。

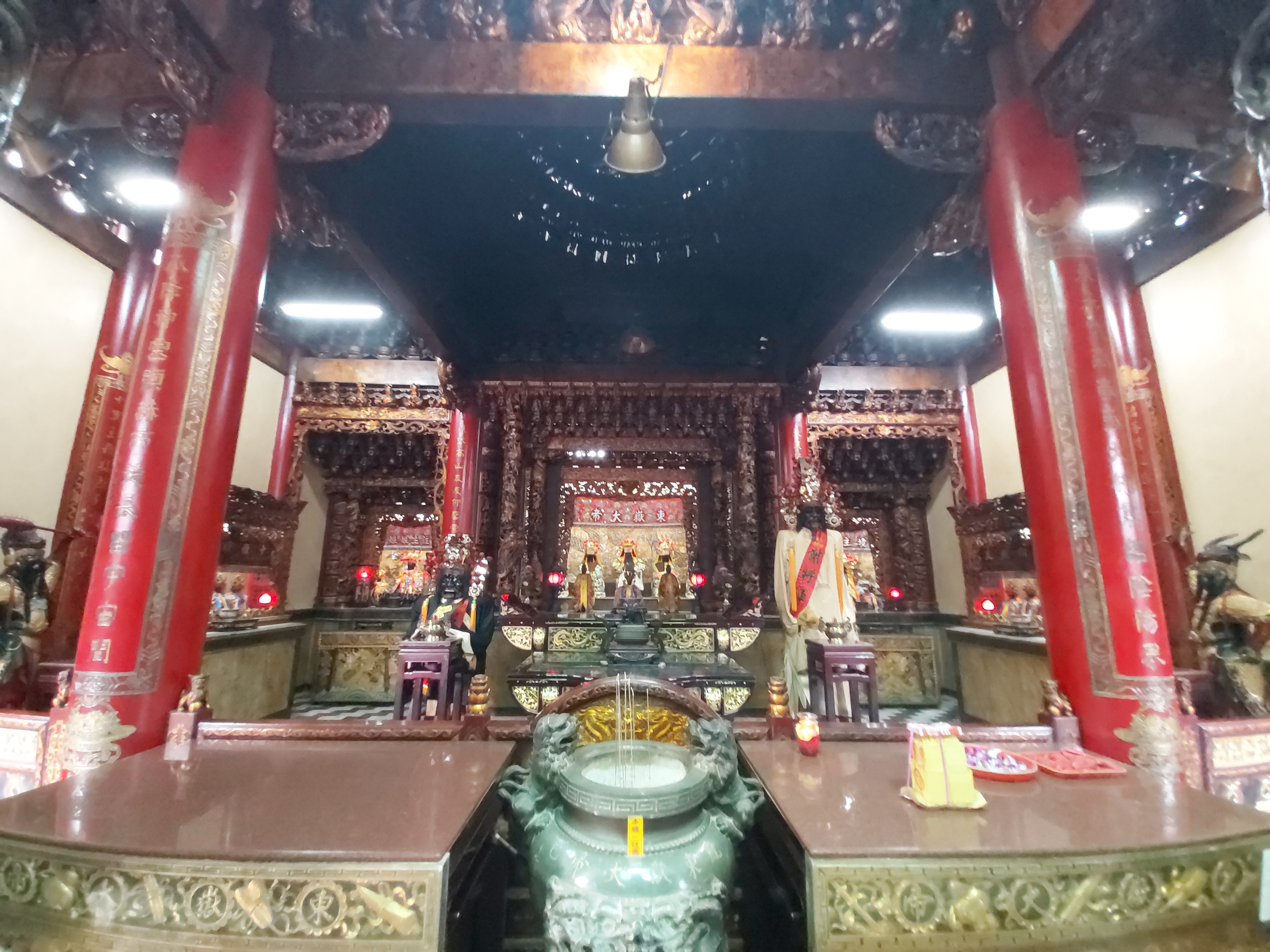
後殿東嶽大帝
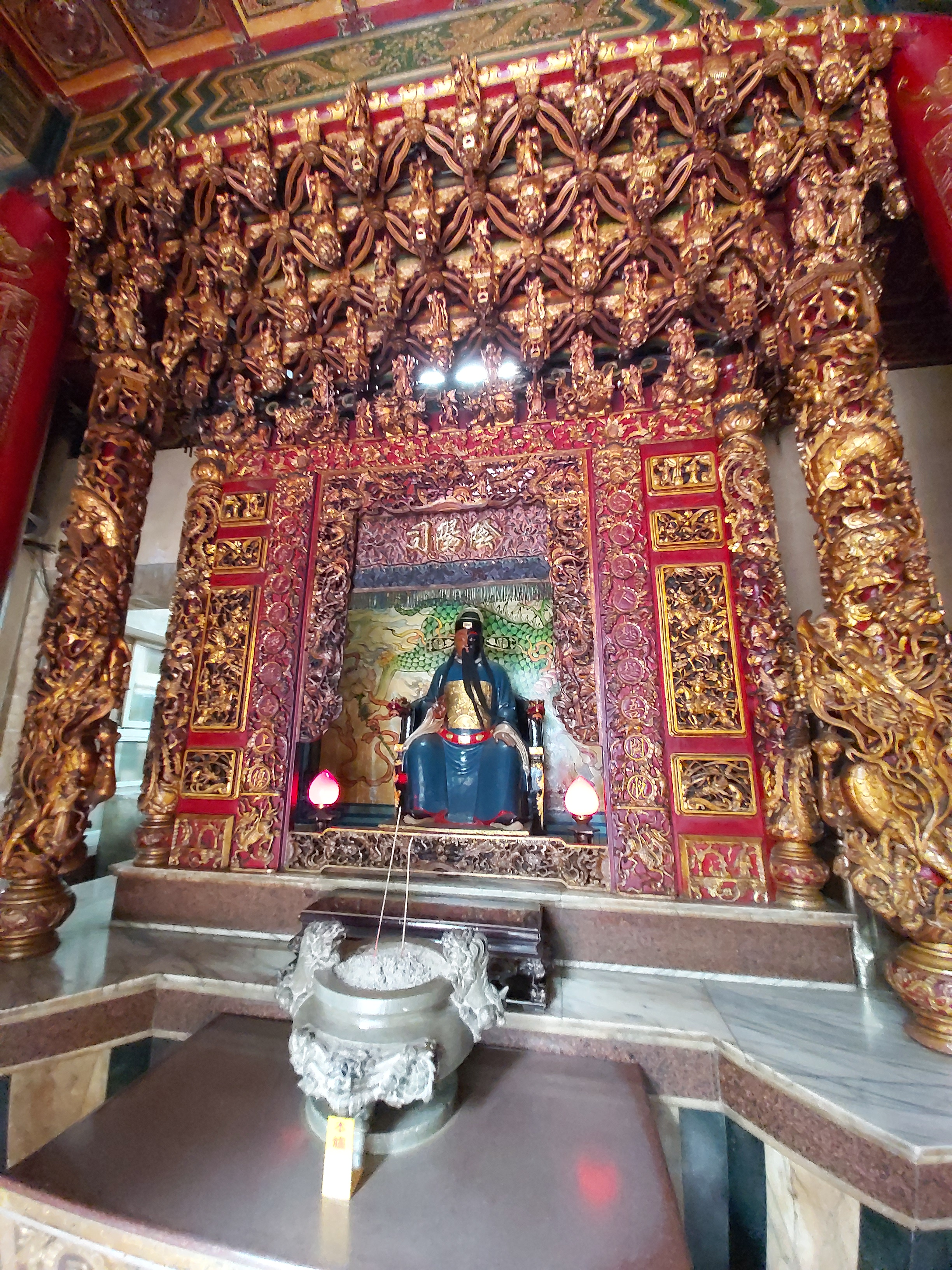
陰陽司
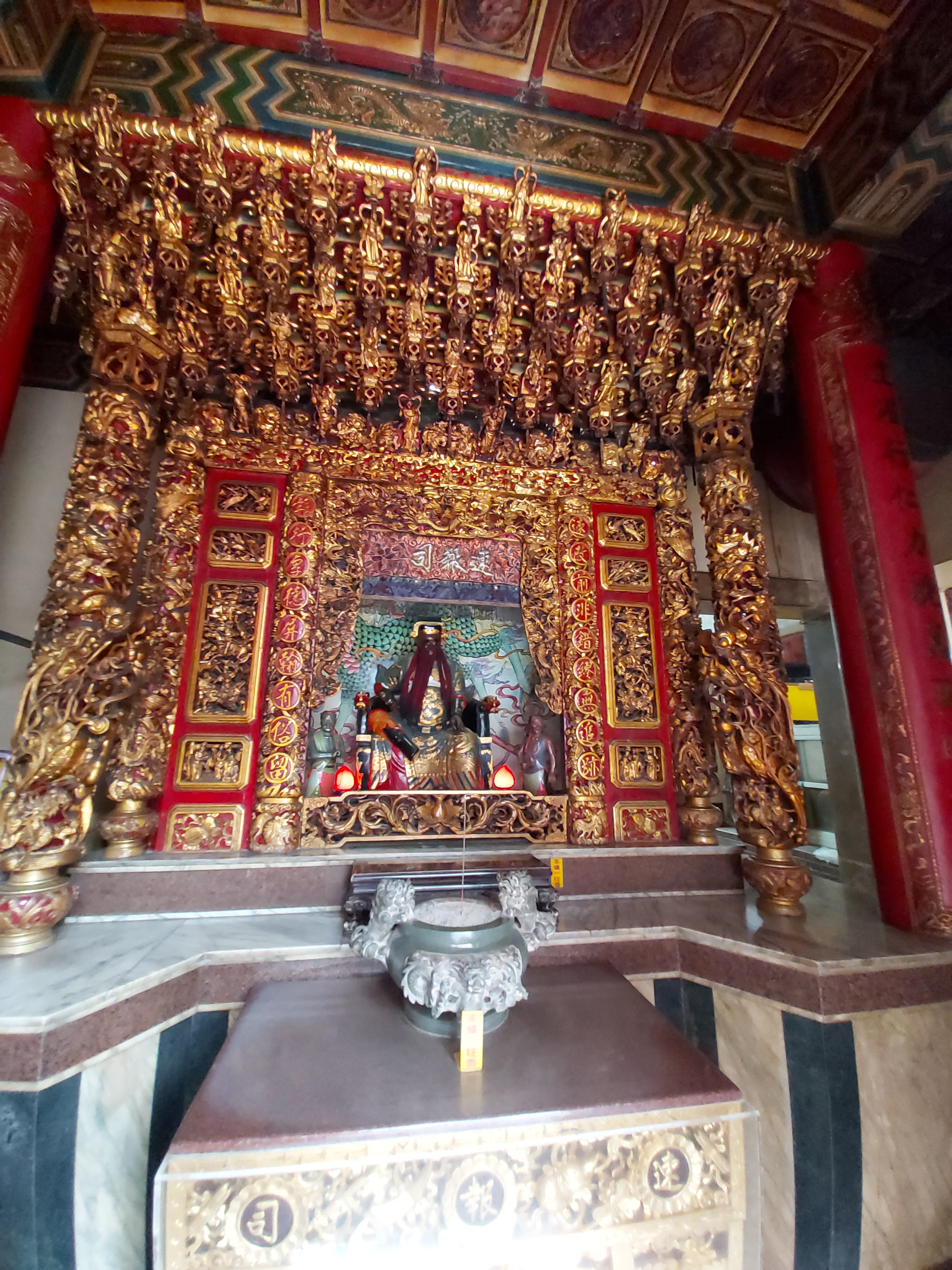
速報司

### 列表
- 《高雄縣志》.1980

## 外部連結
- 高雄鳳山城隍廟 facebook （页面存档备份，存于）